# Neredzhan
Neredzhan (ryska: Нараджан) är en ort i Azerbajdzjan.   Den ligger i distriktet Xaçmaz Rayonu, i den nordöstra delen av landet, 160 km nordväst om huvudstaden Baku. Neredzhan ligger 63 meter över havet och antalet invånare är 2 692.
Terrängen runt Neredzhan är lite kuperad. Närmaste större samhälle är Xaçmaz, 9,3 km sydost om Neredzhan.
I omgivningarna runt Neredzhan växer huvudsakligen savannskog. Runt Neredzhan är det ganska tätbefolkat, med 129 invånare per kvadratkilometer.